# Pristimantis gagliardoi
Pristimantis gagliardoi es una especie de anfibio anuro de la familia Craugastoridae.

## Distribución geográfica
Esta especie es endémica de la provincia de Cañar en Ecuador. Se encuentra en las cercanías de La Libertad a 2895 m sobre el nivel del mar en la ladera occidental de la Cordillera Oriental.

## Descripción
Los machos miden de 19 a 24 mm y las hembras de 26 a 33 mm.

## Etimología
Esta especie lleva el nombre en honor a Ronald Gagliardo.

## Publicación original
- Bustamante & Mendelson, 2008: A new frog species (Strabomantidae: Pristimantis) from the High Andes of Southeastern Ecuador. Zootaxa, n.º 1820, p. 49-59.[3]